# Velimir Stojnić
Velimir Stojnić, bosansko-hercegovski general, * 5. april 1916, † 28. november 1990.

## Življenjepis
Stojnić, po poklicu učitelj, se je leta 1936 pridružil KPJ in leta 1941 NOVJ. Med vojno je bil politični komisar več enot, šef Vojaške misije v Albaniji,...
Po vojni je bil član Zveznega izvršnega sveta, generalni sekretar Zveze borcev NOV Jugoslavije, član CK ZKJ, član Sveta federacije,...